# Francisco Defilippis Novoa
Francisco Defilippis Novoa (Paraná, Entre Ríos; 21 de febrero de 1890-Buenos Aires; 27 de diciembre de 1929)  fue un dramaturgo, productor de cine, y crítico de arte argentino. Es considerado uno de los más importantes dramaturgos argentinos de vanguardia en la década de 1920 junto a Armando Discépolo y Samuel Eichelbaum.

## Biografía
Defilippis Novoa se inició como profesor rural y periodista, luego se dedicó a la dramaturgia. Estrenó su primera obra, El día sábado, en 1913 en el Teatro Olimpo de Rosario. Escribió unas 30 obras, entre las que destacan Tu honra y la mía (1925), María la tonta (1927) y He visto a Dios (1930). De su obra, se dice que evolucionó a través de las etapas del costumbrismo, neo romanticismo, vanguardismo y grotesco. También se destacó como director de teatro.
Se le atribuyen con certeza tres películas: la primera, estrenada en 1917, es su más famosa y reconocida, Flor de durazno. La película fue un éxito de taquilla. Le siguieron Blanco y negro (1919) y La vendedora de Harrod's (1920), donde trabajó con Berta Singerman. Defilippis Novoa no volvió a realizar tras esta trilogía de películas solitarias, aunque se le atribuyen La loba de 1924 y Los muertos, de 1919.
Defilippis Novoa murió en 1929, cinco meses tras el estreno de su última y mejor obra. Años más tarde, en 1981, se hizo la única adaptación de su trabajo: He visto a Dios, de José María Paolantonio. Estaba casado con la actriz Gloria Ferrandiz.